# E (wiskunde)
In de wiskunde is het getal e, het getal van Euler, een wiskundige constante die het grondtal is van de natuurlijke logaritme. Het getal is gedefinieerd als:
{\displaystyle e=\lim _{n\to \infty }\left(1+{\frac {1}{n}}\right)^{n}}
en heeft de benaderende waarde:
{\displaystyle e=2{,}718281828459\ldots }
Het getal {\displaystyle e} wordt ook de constante van Neper (Napier) genoemd, naar de uitvinder van de logaritme, de Schotse wiskundige John Napier die {\displaystyle e} omstreeks 1594 tegenkwam bij zijn werk aan een van de eerste rekenlinialen. Het werd door de Zwitserse wiskundige Leonhard Euler het exponentiële getal genoemd, vandaar vermoedelijk deze letter. Euler maakte voor het eerst een grondige studie van {\displaystyle e} en heeft in zijn eentje bijna alle belangrijke eigenschappen ervan ontdekt.

## Eigenschappen
Het getal {\displaystyle e} is het grondtal voor de exponentiële functie ({\displaystyle e}-macht) {\displaystyle e^{x}}, ook geschreven als {\displaystyle \exp(x)}. De natuurlijke logaritme {\displaystyle \ln(x)} is de inverse van de exponentiële functie:
{\displaystyle y=e^{x}\Leftrightarrow x=\ln(y)}
De exponentiële functie {\displaystyle e^{x}} is gelijk aan haar afgeleide:
{\displaystyle {\frac {\rm {d}}{{\rm {d}}x}}e^{x}=e^{x}}
De taylorreeks van de e-macht is:
{\displaystyle e^{x}=\sum _{n=0}^{\infty }{\frac {x^{n}}{n!}}}
Daaruit kan door de substitutie {\displaystyle x=1} de volgende reeks voor {\displaystyle e} gevonden worden:
{\displaystyle e=\sum \limits _{n=0}^{\infty }{\dfrac {1}{n!}}=1+{\frac {1}{1}}+{\frac {1}{1\cdot 2}}+{\frac {1}{1\cdot 2\cdot 3}}+\cdots }
Ter vergelijking staan hieronder de eerste 20 termen uit de definiërende rij en de eerste 20 partiële sommen van de bovenstaande reeks.
| {\displaystyle n} | {\displaystyle \left(1+{\frac {1}{n}}\right)^{n}} | {\displaystyle \sum _{k=0}^{n}\ {\frac {1}{k!}}} |
| ----------------- | ------------------------------------------------- | ------------------------------------------------ |
| 1                 | 2,00000000                                        | 2,00000000                                       |
| 2                 | 2,25000000                                        | 2,50000000                                       |
| 3                 | 2,37037037                                        | 2,66666667                                       |
| 4                 | 2,44140625                                        | 2,70833333                                       |
| 5                 | 2,48832000                                        | 2,71666667                                       |
| 6                 | 2,52162637                                        | 2,71805556                                       |
| 7                 | 2,54649970                                        | 2,71825397                                       |
| 8                 | 2,56578451                                        | 2,71827877                                       |
| 9                 | 2,58117479                                        | 2,71828153                                       |
| 10                | 2,59374246                                        | 2,71828180                                       |
| 11                | 2,60419901                                        | 2,71828183                                       |
| 12                | 2,61303529                                        | 2,71828183                                       |
| 13                | 2,62060089                                        | 2,71828183                                       |
| 14                | 2,62715156                                        | 2,71828183                                       |
| 15                | 2,63287872                                        | 2,71828183                                       |
| 16                | 2,63792850                                        | 2,71828183                                       |
| 17                | 2,64241438                                        | 2,71828183                                       |
| 18                | 2,64642582                                        | 2,71828183                                       |
| 19                | 2,65003433                                        | 2,71828183                                       |
| 20                | 2,65329771                                        | 2,71828183                                       |
Een benadering via de definiërende rij vergt {\displaystyle n} vermenigvuldigingen. Via de benaderende reeks moeten {\displaystyle n} termen opgeteld worden, en voor elke volgende term is een vermenigvuldiging en een deling nodig, dus in totaal {\displaystyle n} vermenigvuldigingen en {\displaystyle n} delingen. Voor de nauwkeurigheid moet dus de rij voor {\displaystyle 2n} vergeleken worden met de reeks voor {\displaystyle n}. Toch zal de benadering via de reeks bij eenzelfde nauwkeurigheid (verschil tussen opeenvolgende termen in de lijst) minder bewerkingen nodig hebben in vergelijking met de rij. Bij {\displaystyle n=1000\,000\,000} doet de rij het nog altijd slechter dan de reeks bij {\displaystyle n=12}.
Het getal {\displaystyle e} is irrationaal (voor het eerst bewezen door Johann Heinrich Lambert in 1761 en later ook door Euler) en transcendent (in 1873 bewezen door Charles Hermite).

## Transcendente getallen
Het getal {\displaystyle e} is een belangrijke en veel voorkomende constante in de wiskunde. 
De identiteit van Euler legt een verband tussen de vijf belangrijkste wiskundige constanten en is door Richard Feynman 'de opmerkelijkste formule in de wiskunde' genoemd (Lectures on Physics, p. I-22-10):
{\displaystyle e^{i\pi }+1=0}
Deze identiteit is een speciaal geval van de formule van Euler:
{\displaystyle e^{ix}=\cos(x)+i\sin(x)}
Hoewel Georg Cantor bewees dat er oneindig meer transcendente getallen (door sommige wiskundigen de donkere materie van de wiskunde genoemd) zijn dan andere soorten zoals de natuurlijke getallen is {\displaystyle e} een van de weinige getallen waarvan de transcendentie bewezen is. Twee andere zijn {\displaystyle \pi } en de constante van Liouville met symbool {\displaystyle L}. Men weet echter nog steeds niet of met {\displaystyle e\times \pi }, {\displaystyle e+\pi } en met andere elementaire bewerkingen een nieuw transcendent getal tevoorschijn komt. Een van de weinige gevallen is {\displaystyle e^{\pi }}, de constante van Gelfond, waarvan de transcendentie bewezen is.
Door bestudering van {\displaystyle e} wist Alan Baker van Cambridge echter wel nieuwe klassen van transcendente getallen te vinden waarvoor hij in 1970 de Fields-medaille kreeg. Vanaf de jaren 1990 tot heden is er grote vooruitgang geboekt met de studie van {\displaystyle e} voor de theorievorming over transcendente getallen door o.a. Boris Zilber (Oxford) en Alain Connes die eveneens de Fieldmedal kreeg voor zijn ontdekkingen.

## Trivia
Een redelijke benadering van {\displaystyle e} is {\displaystyle 19/7}; dit is op ongeveer 1 promille nauwkeurig.